# 崆峒派
崆峒派是由平江不肖生發明的虛構門派之一，發源於新疆崑崙山脈。因為改編電影《火燒紅蓮寺》的走紅而廣為人知，因而被許多近代武俠小說引用，甚至導致現實武壇出現許多人自稱崆峒派之後，大肆編派崆峒派的歷史。。史實上的崆峒山只是道教名山，雖曾作為道教一派的總壇所在，但沒有教授武功。
在1958年出版的臥龍生成名作《飛燕驚龍》中，將崆峒派列入「武林九大派」之中。金庸武侠小说《倚天屠龙记》亦有述及崆峒派。古龍的剑毒梅香、名剑风流、七殺手，梁羽生的狂侠天骄魔女、冰川天女传、牧野流星、武当一剑，以及乔靖夫的武道狂之诗也有崆峒派的人物出現。

## 金庸小說
- 內功

- 陰陽磨

分開十二層的神功，練至八層以上能握水成冰，捏物燃燒，十二層最高功力甚至能做到瞬間陰陽真氣互换，水火雙濟，威力極强。
- 爪法

- 飛鳳手

雙手就如一隻火紅色的鳳凰一般的烈焰爪法，激射而出瞬間撕裂對手，與此同時真氣鼓蕩吐納，會發出一聲嘹亮鳯鳴之聲，聲音於空中盤繞飛舞。
- 拳法

- 七傷拳

崆峒派鎮山絕學，先傷己後傷人的一路拳法，每拳發出七種迥異拳勁，或剛猛、或陰柔、或剛中有柔、或柔中有剛、或橫出、或直送，不同勁力，摧傷敵人臟腑，拳力複雜，吞吐閃爍，變幻萬端，陰柔之力時傷樹無痕、卻震斷樹脈，剛猛之力足以拳碎百斤巨岩，內外能傷，七傷拳總訣，五行之氣調陰陽，損心傷肺摧肝腸，藏離精失意恍惚，三焦齊逆兮魂魄飛揚，人身五行，心屬火，肺屬金，腎屬水，脾屬土，肝屬木，再加陰陽二氣，一練七傷，七者皆傷，「先傷己，後傷敵」。

### 開山祖师
- 木靈子

精通崆峒派絕學，內力深厚兼深不可測，武功高强，为金庸小說武功绝顶的高手之一，武功造诣深不可测，武功已经达到出神入化的地步，以自創「七傷拳」威震天下，名揚四海。
木灵子以一身惊世骇俗而且破壞力驚人的最大絕學「七伤拳」而闻名于天下，雖「七伤拳」凡人一練七傷，七者皆傷，但木靈子內功極奇深湛，深不可測的地歩，自然能練，不但無害，反而強壯肝腑，增強內力。壽至九十一歲仙遊。

### 崆峒五老
崆峒派最強的五人（尚有一人未提及），名声大于他们实际武学修为，修炼崆峒派絕學「七傷拳」内功不足而身负内伤，五人被谢逊及成昆（暗中）联手击败，让七伤拳谱给谢逊抢了去修炼，五人聞名天下，於崆峒派享有崇高的地位。
- 關能

崆峒五老老大，是崆峒五老中年纪最高的一老。
曾與為了習得「七傷拳」而闖入崆峒山青陽觀的明教四大護教法王之一「金毛獅王」謝遜激鬥，為其掌傷。少林「四大神僧」之首空见神僧於謝遜「七傷拳」下丧生洛阳時，崆峒五老正在云南点苍派柳大侠府上作客。
率領崆峒派參與屠獅英雄會。屠獅英雄會過後不久，適逢元朝「汝陽王」察罕帖木儿率二萬蒙古軍攻上少室山少林寺打算一舉纖滅武林羣雄，關能也有份與武林羣雄殺敵報國。
- 宗維俠

崆峒五老老二，是一個弓著背脊的高大老人。曾吃過明教四大護教法王之一「白眉鷹王」殷天正的虧。
曾與為了習得「七傷拳」而闖入崆峒山青陽觀的明教四大護教法王之一「金毛獅王」謝遜激鬥，為其掌傷。少林「四大神僧」之首空见神僧於謝遜「七傷拳」下丧生洛阳時，崆峒五老正在云南点苍派柳大侠府上作客。
率領崆峒派參與六大派遠征光明頂一戰，力戰明教五行旗，殺入光明頂後，維俠見唐文亮敗於已經歴車輪戰而身負重傷殷天正之手，右足踢起一塊石頭，直向殷天正飛去，正中殷天正的額角，以「七傷拳」拳擊張無忌，無忌中拳時以德報怨用內力為維俠治療修煉「七傷拳」時所受的舊患內傷，宗維俠對其萬分感激。
下山時蒙古軍将崆峒派抓去萬安寺幽禁，並讓各人服下「十香軟筋散」，以致大家使不出武功，最後連同六大派被明教第三十四代教主張無忌解救出。
屠獅英雄會上提出誰技壓群雄就能得到謝遜和屠龍刀。屠獅英雄會過後不久，適逢元朝「汝陽王」察罕帖木儿率二萬蒙古軍攻上少室山少林寺打算一舉纖滅武林羣雄，宗維俠也有份與武林羣雄殺敵報國。
- 唐文亮

崆峒五老老三，是一個矮小老者。乘鹰王内力损耗十之八九而挑战他反被打成全身骨折。
- 常敬之

崆峒五老老四，是一個大頭瘦身的老者。
明教四大護教法王之一「金毛獅王」謝遜為了習得「七傷拳」而闖入崆峒山時，常敬之被暗中出現的「混元霹靂手」成昆的「混元功」偷襲受傷。少林「四大神僧」之首空见神僧於謝遜「七傷拳」下丧生洛阳時，崆峒五老正在云南点苍派柳大侠府上作客。
參與六大派遠征光明頂一戰，力戰明教五行旗，殺入光明頂後，以「七傷拳」拳擊張無忌，反被張無忌內力震開。
下山時蒙古軍将崆峒派抓去萬安寺幽禁，並讓各人服下「十香軟筋散」，以致大家使不出武功，最後連同六大派被明教第三十四代教主張無忌解救出。
屠獅英雄會過後不久，適逢元朝「汝陽王」察罕帖木儿率二萬蒙古軍攻上少室山少林寺打算一舉纖滅武林羣雄，常敬之也有份與武林羣雄殺敵報國。

### 其它
- 「聖手伽藍」簡捷
- 馮遠聲
- 海大富（《鹿鼎記》中韦小宝的师傅之一）